# Sint-Elisabethgasthuis (Diest)

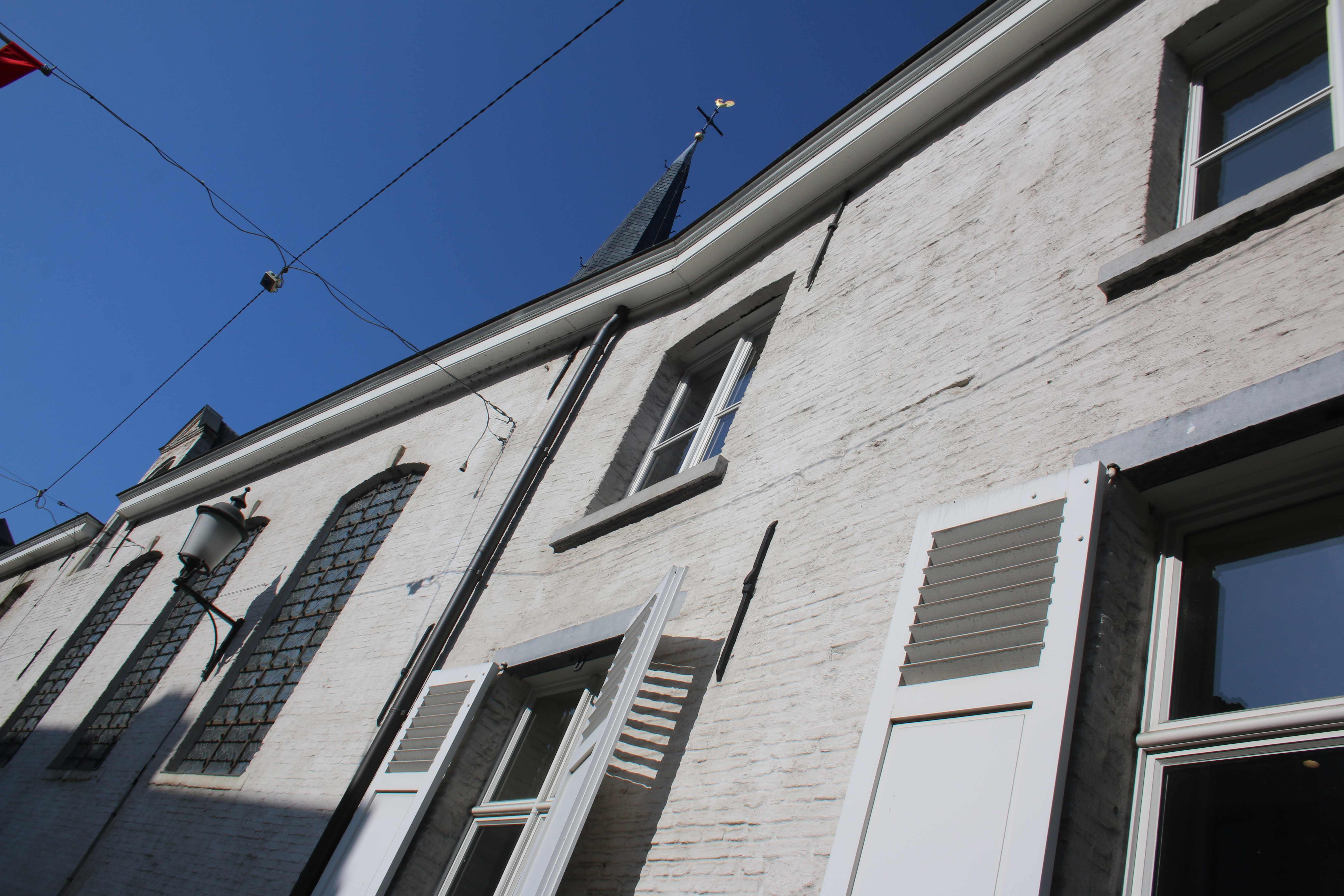

Het Sint-Elisabethgasthuis in Diest is een monument in de Koning Albertstraat. Het gebouw werd in 1250 gebouwd. Rond 1526 werd het nieuwe ziekenhuis gedeeltelijk herbouwd; in 1568 besloten de magistraten het gebouw volledig herop te richten. De klooster- en hoevegebouwen dateren uit de 17de eeuw, de apotheek werd in 1710 geopend. De kapel kreeg in 1780 een nieuwe inrichting. Het ziekenhuiscomplex werd herbouwd door het stadsbestuur tijdens het tweede en derde kwart van de 19de eeuw. In 1986 werden de kloostervleugel, de Gasthuisapotheek, de kapel en de hoevegebouwen met poort beschermd als monument. Het gasthuis huisvest sinds 2010 het stedelijk toeristisch infokantoor van Diest.

## Afbeeldingen

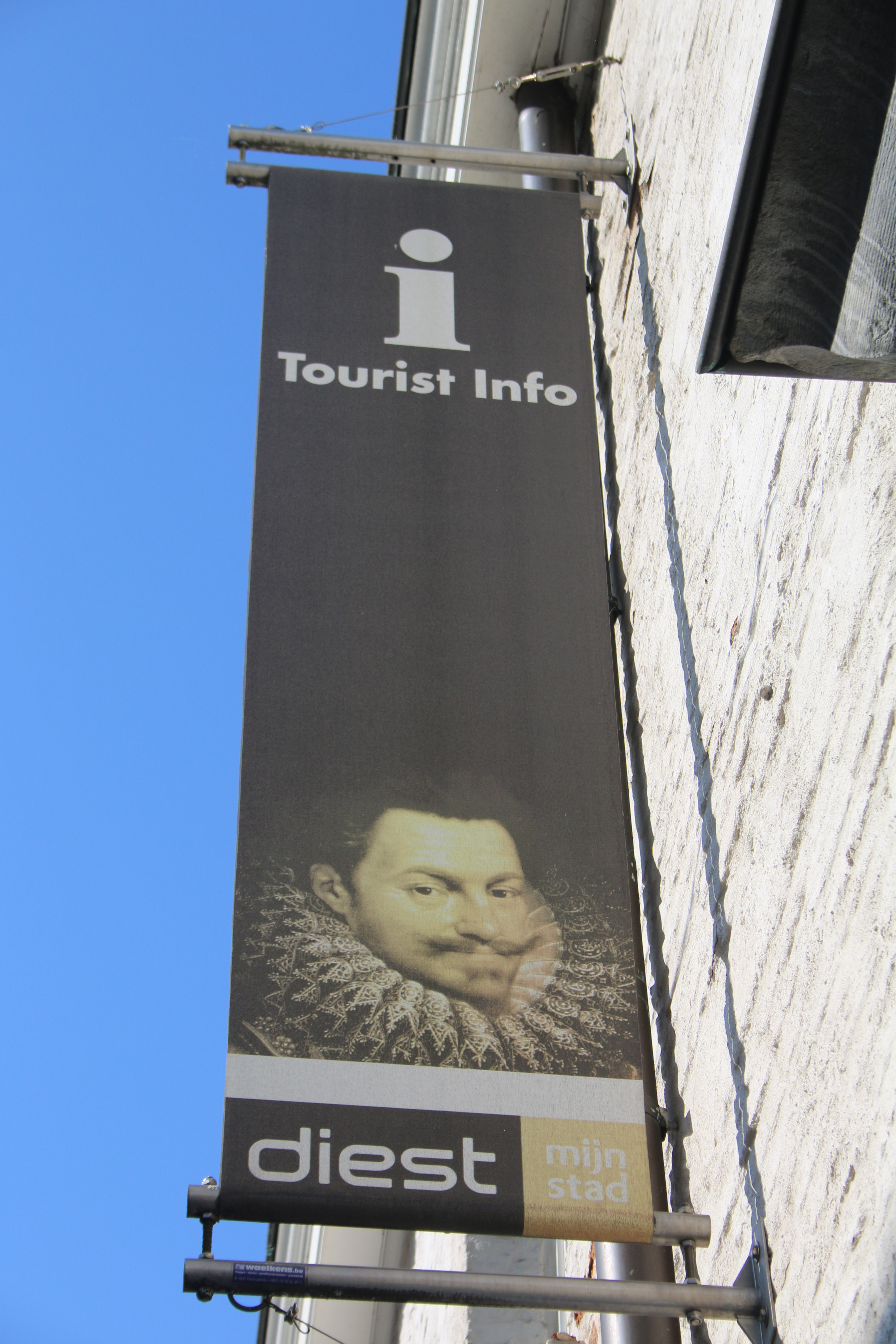
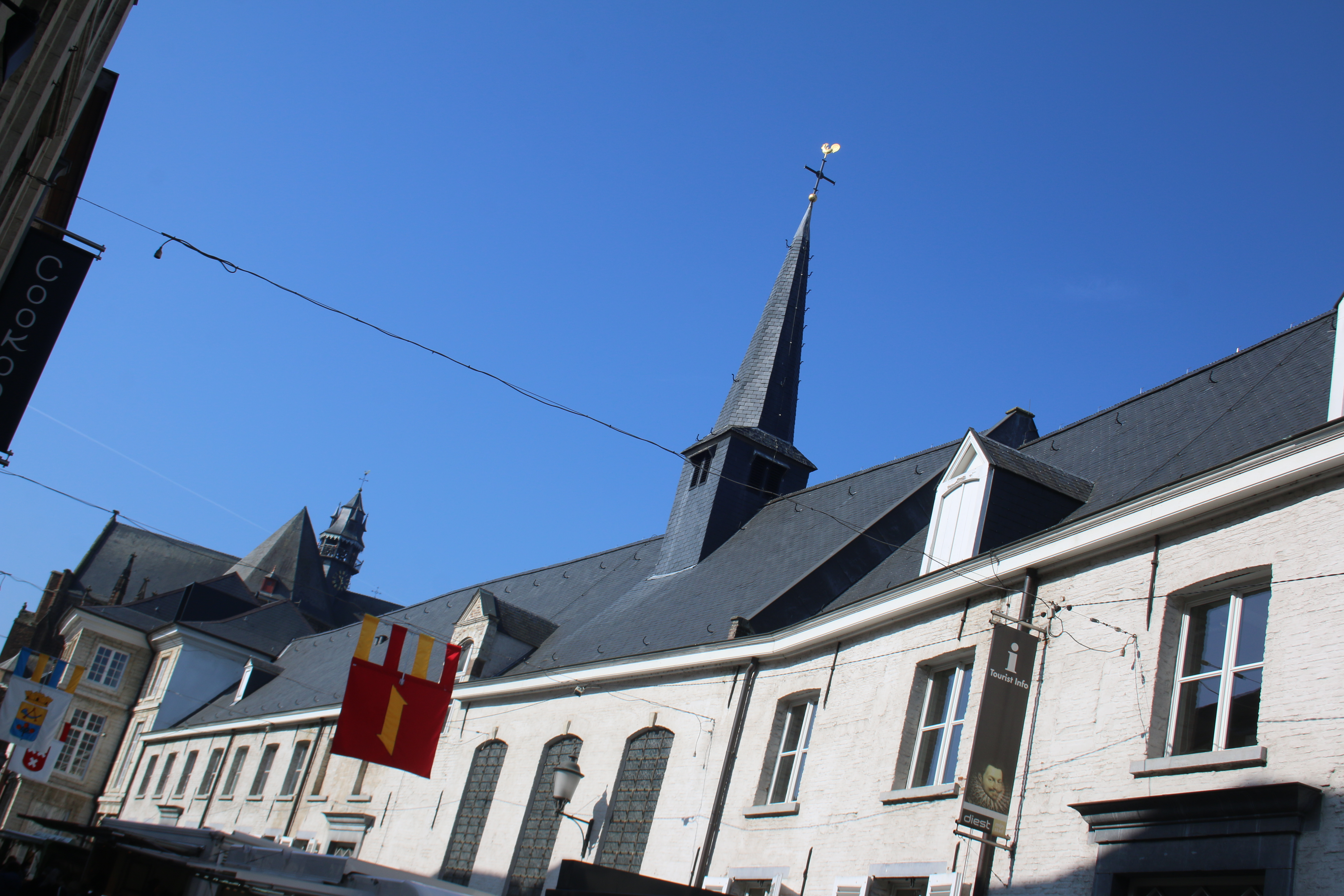
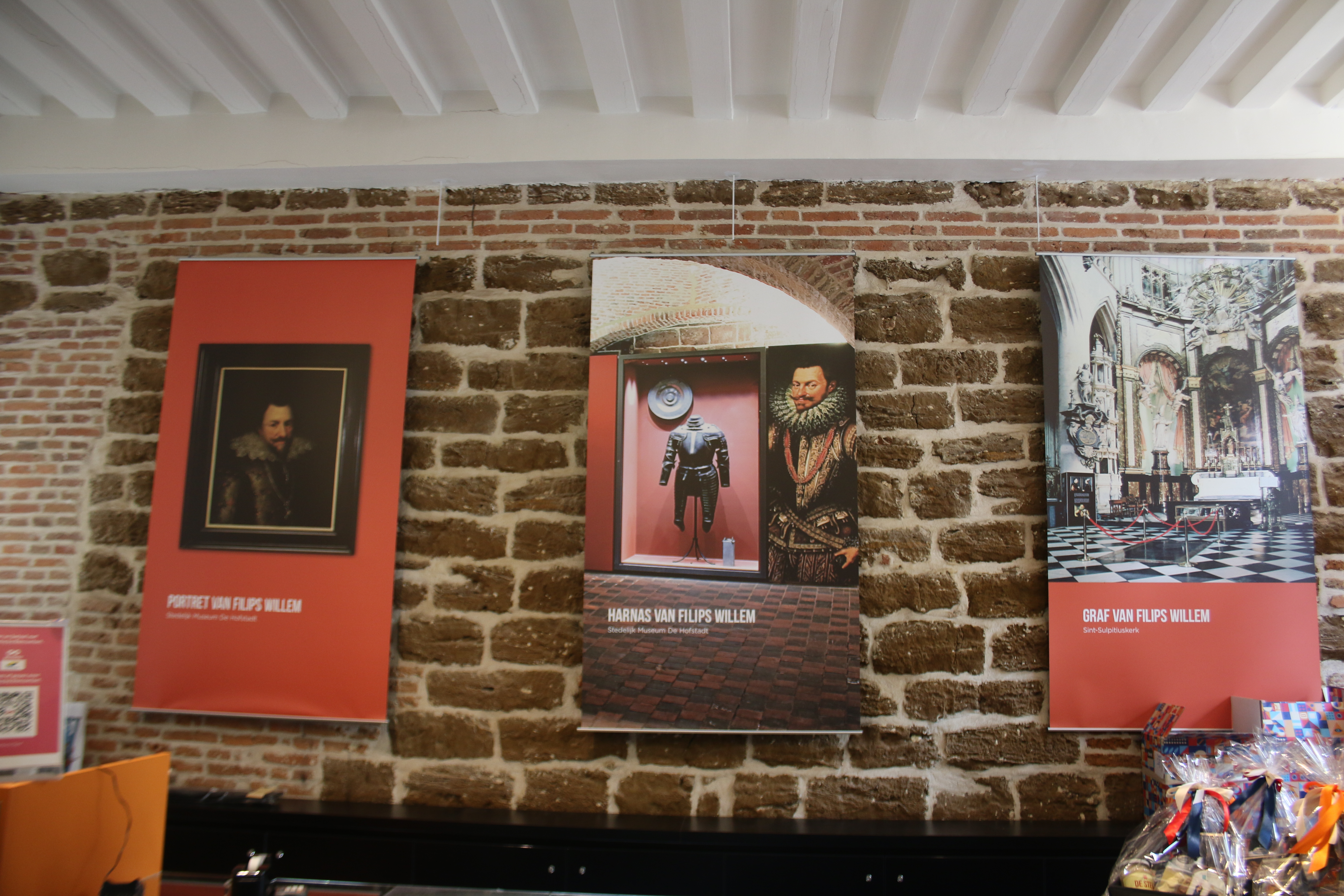